# دورا جستجوگر
دورا جستجوگر (به انگلیسی: Dora the Explorer) یک فرنچایز رسانه‌ای آمریکایی است که بر پایهٔ یک مجموعهٔ تلویزیونی کودکانه پویانمایی، تعاملی و دیوار چهارم‌ شکن به‌همین نام ساخته شده است. این سریال توسط کریس گیفورد، والری والش والدز و اریک وینر خلق شده و توسط استودیوی انیمیشن نیکلودئون تولید شده‌است. این مجموعه در ابتدا از ۱۴ اوت ۲۰۰۰ تا ۵ ژوئن ۲۰۱۴ از شبکهٔ نیکلودئون پخش می‌شد، و شش قسمت نهایی که پیش‌تر پخش نشده بودند، بعدها از ۷ ژوئیه تا ۹ اوت ۲۰۱۹ پخش شدند. از آن زمان تاکنون، یک مجموعهٔ اسپین‌آف تلویزیونی (برو، دیگو، برو!)، یک مجموعهٔ دنباله‌دار تلویزیونی (دورا و دوستان: در شهر!)، یک فیلم بلند لایو اکشن و یک بازراه‌اندازی تولید شده است. تا سال ۲۰۱۴ فروش خرده‌فروشی این فرنچایز بیش از ۱۳ میلیارد دلار بوده‌است که آن‌را به یکی از پرفروش‌ترین فرنچایزهای رسانه‌ای تاریخ تبدیل می‌کند.